# Província de Muñecas

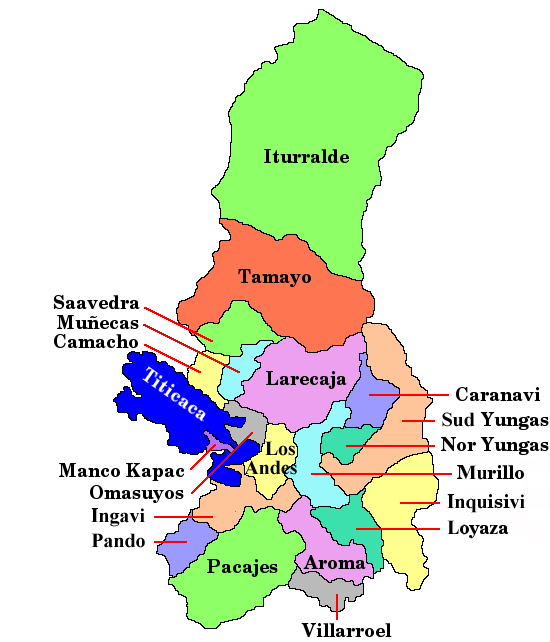
Les províncies del Departament de La Paz

La província de Muñecas és una de les 20 províncies del Departament de La Paz a Bolívia. La seva capital és Chuma.